# Robert H. Abzug
Robert Henry Abzug (geboren am 2. Mai 1945 in New York) ist ein amerikanischer Historiker.

## Leben
Abzug studierte an der Harvard University (B.A. 1967) und promovierte 1977 mit einer Arbeit über den Abolitionisten Theodore Dwight Weld an der University of California, Berkeley zum Ph.D. Seit 1978 lehrt er Geschichte an der University of Texas at Austin. Viele seiner Arbeiten spüren der Entwicklung sozialethischer Normen in der amerikanischen Geschichte nach; so zählen zu seinen Forschungsschwerpunkten die Geschichte von Reformbewegungen wie der Abstinenzbewegung und des Abolitionismus, die Wahrnehmung des Holocausts in den Vereinigten Staaten und allgemein die Geschichte der Juden in den Vereinigten Staaten. Seit 2007 ist er Leiter des neu gegründeten Schusterman Center for Jewish Studies an der University of Texas at Austin.

## Schriften
- Passionate Liberator: Theodore Dwight Weld and the Dilemma of Reform. Oxford University Press, New York 1980, ISBN 019502771X.
- Inside the Vicious Heart: Americans and the Liberation of Nazi Concentration Camps. Oxford University Press, New York 1985, ISBN 0195035976.
- (Hrsg. mit Stephen E. Maizlish): New Perspectives on Race and Slavery in America: Essays in Honor of Kenneth M. Stampp. University Press of Kentucky, Lexington KY 1986, ISBN 081311571X.
- Cosmos Crumbling: American Reform and the Religious Imagination. Oxford University Press, New York 1994, ISBN 0195037529.
- America Views the Holocaust, 1933–1945: A Brief Documentary History. Bedford/St. Martin’s, Boston 1999, ISBN 0312218192.
- (Hrsg.): William James: Varieties of Religious Experience. Kritische, annotierte und gekürzte Ausgabe. Bedford/St. Martin’s, Boston 2012, ISBN 9780312488307.